# Бик (фараон)
Бик — другий відомий фараон так званої 00 династії Стародавнього Єгипту.

## Життєпис
За його правління відбулось значне розширення держави. Про фараона відомо з так званого Палермського каменя. Докази його існування було знайдено у гробниці Скорпіона I в Умм ель-Каабі на статуетці Міна. Його ім'я також було знайдено 2003 року на наскальному надписі на захід від Фів.